# Copris pseudosinicus
Copris pseudosinicus är en skalbaggsart som beskrevs av Vladimir Balthasar 1958. Copris pseudosinicus ingår i släktet Copris och familjen bladhorningar. Inga underarter finns listade i Catalogue of Life.